# Ebertstraße
De Ebertstraße is een naar Friedrich Ebert genoemde vierbaansweg in het centrum van Berlijn. De straat loopt vanaf de Potsdamer Platz in het zuiden noordwaarts langs de Brandenburger Tor tot aan de Spree bij het Rijksdaggebouw.

## Geschiedenis
De Ebertstraße en delen daarvan hebben in de loop van de geschiedenis talrijke namen gehad. Het deel van de straat ten noorden van de Brandenburger Tor heette tot 1925 de Sommerstraße. Zuidelijk van de Brandenburger Tor heette de straat tot 1867 de Brandenburgische Kommunikation en werd daarna de Königgrätzer Straße, naar de Slag bij Königgrätz genoemd. De straat die tegenwoordig de Stresemannstraße heet, maakte toen ook deel uit van de Königgrätzer Straße. Om de Oostenrijks-Hongaarse bondgenoten in de Eerste Wereldoorlog niet tegen het hoofd te stoten werd de naam in 1915 veranderd in Budapester Straße. Al in 1925 werd de naam van de straat wederom veranderd en vernoemd naar de twee maanden eerder overleden rijkspresident Friedrich Ebert.
Na de machtsovername van de nationaalsocialisten in Duitsland in 1933 werd naam van de straat veranderd in Hermann-Göring-Straße. Na de Tweede Wereldoorlog werd deze naam niet meer gebruikt en op 31 juli 1947 werd de naam officieel veranderd in Ebertstraße.
De grens tussen Oost- en West-Berlijn liep over de Ebertstraße en zodoende liep vanaf 1961 de Berlijnse Muur ook over deze straat.

## Bezienswaardigheden
Aan de Ebertstraße staan enkele van de bekendste bezienswaardigheden van Berlijn. In het noorden staat de Rijksdag aan deze straat. Meer naar het zuiden, aan de oostzijde van de straat, de Brandenburger Tor met daarnaast de Amerikaanse ambassade met daar weer naast het Holocaustmonument. Tegenover dat monument, aan de westzijde van de Ebertstraße in de Großer Tiergarten, staat het monument voor de homo's die zijn vervolgd door de nazi's. Ten slotte eindigt de straat bij de Potsdamer Platz en zijn hoogbouw.

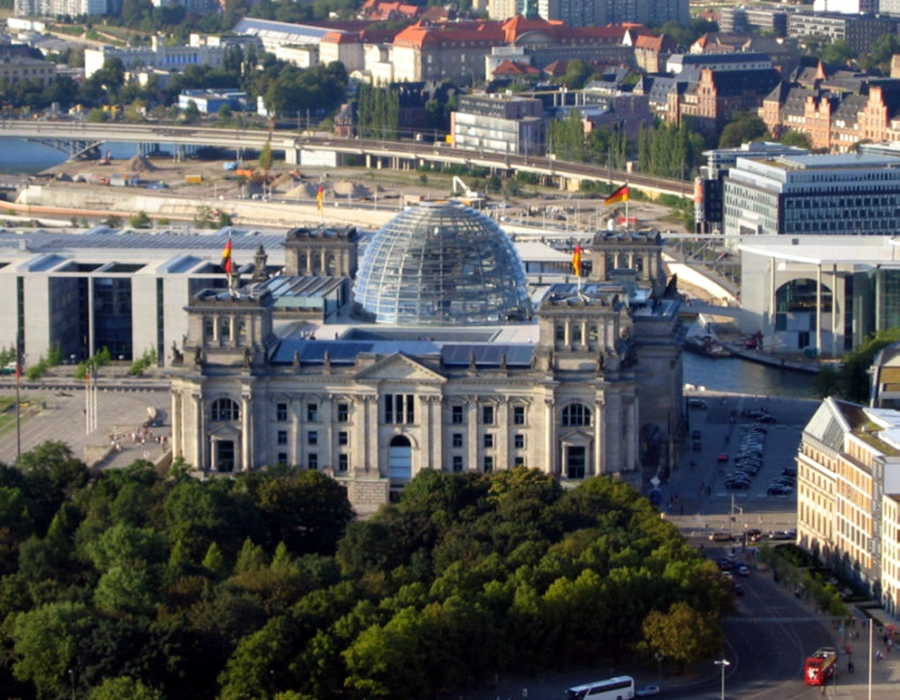
Rijksdaggebouw met rechts het noordelijke deel van de Ebertstraße
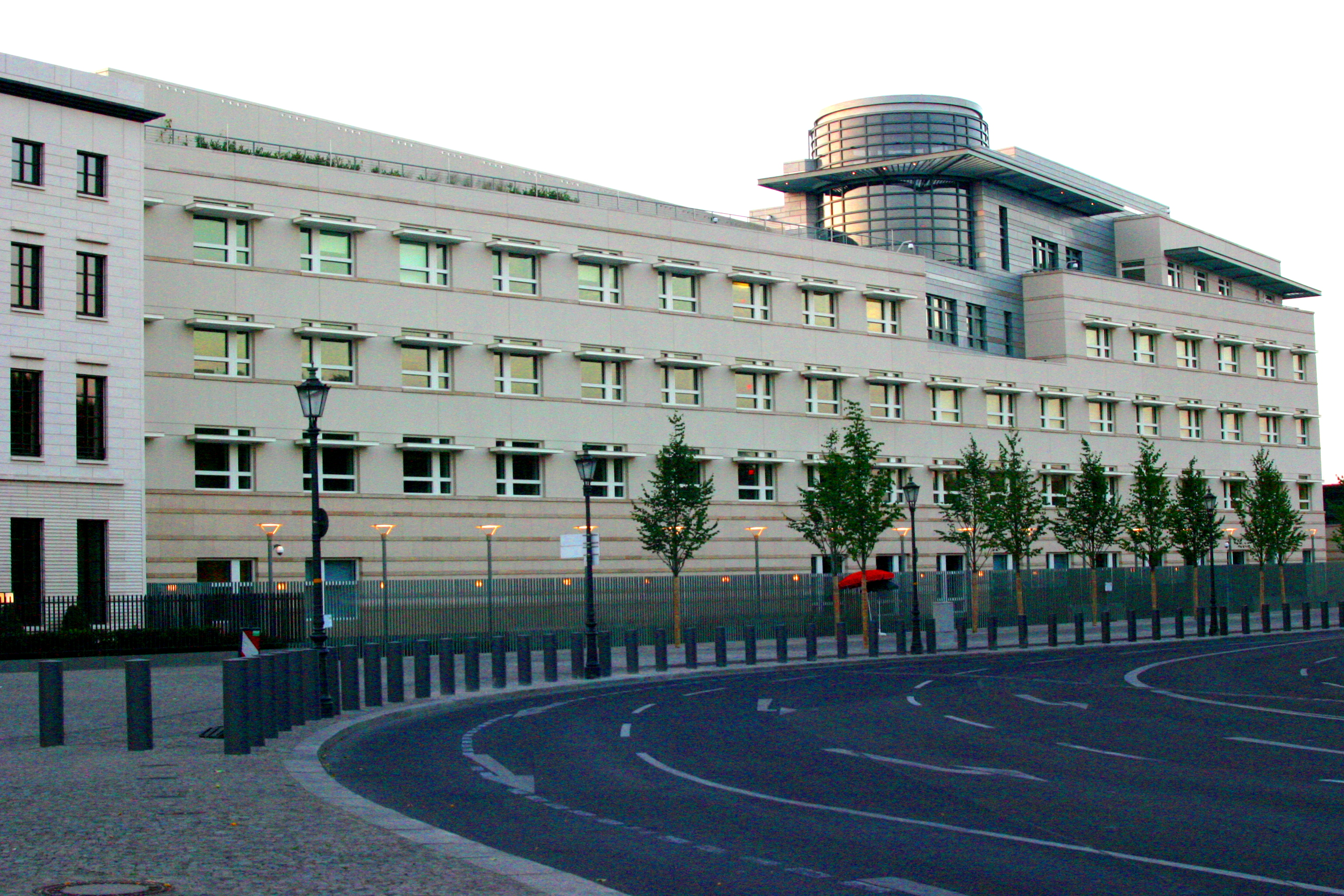
De gevel van de Amerikaanse ambassade aan de Ebertstraße
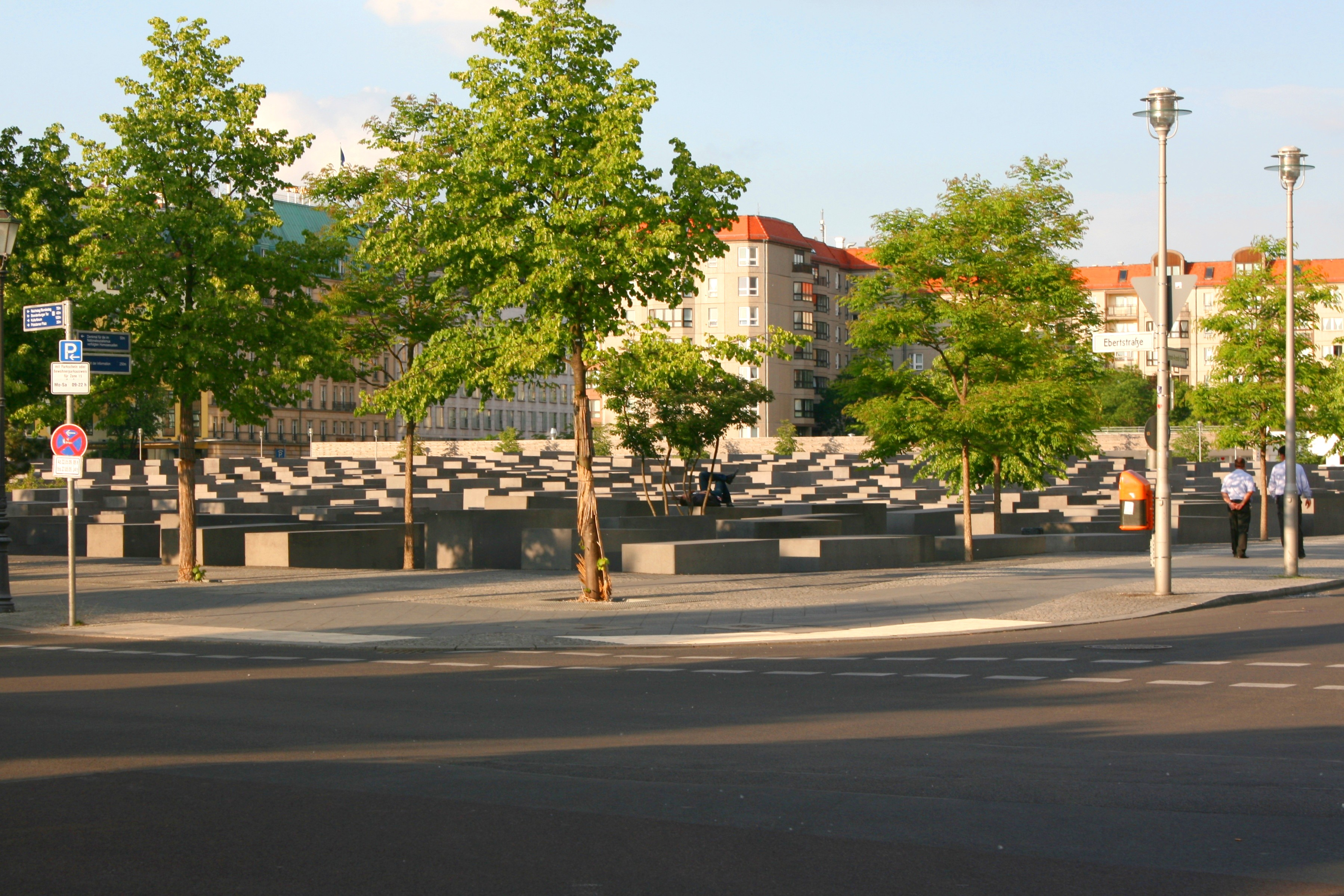
Holocaust-Mahnmal vanaf de Ebertstraße
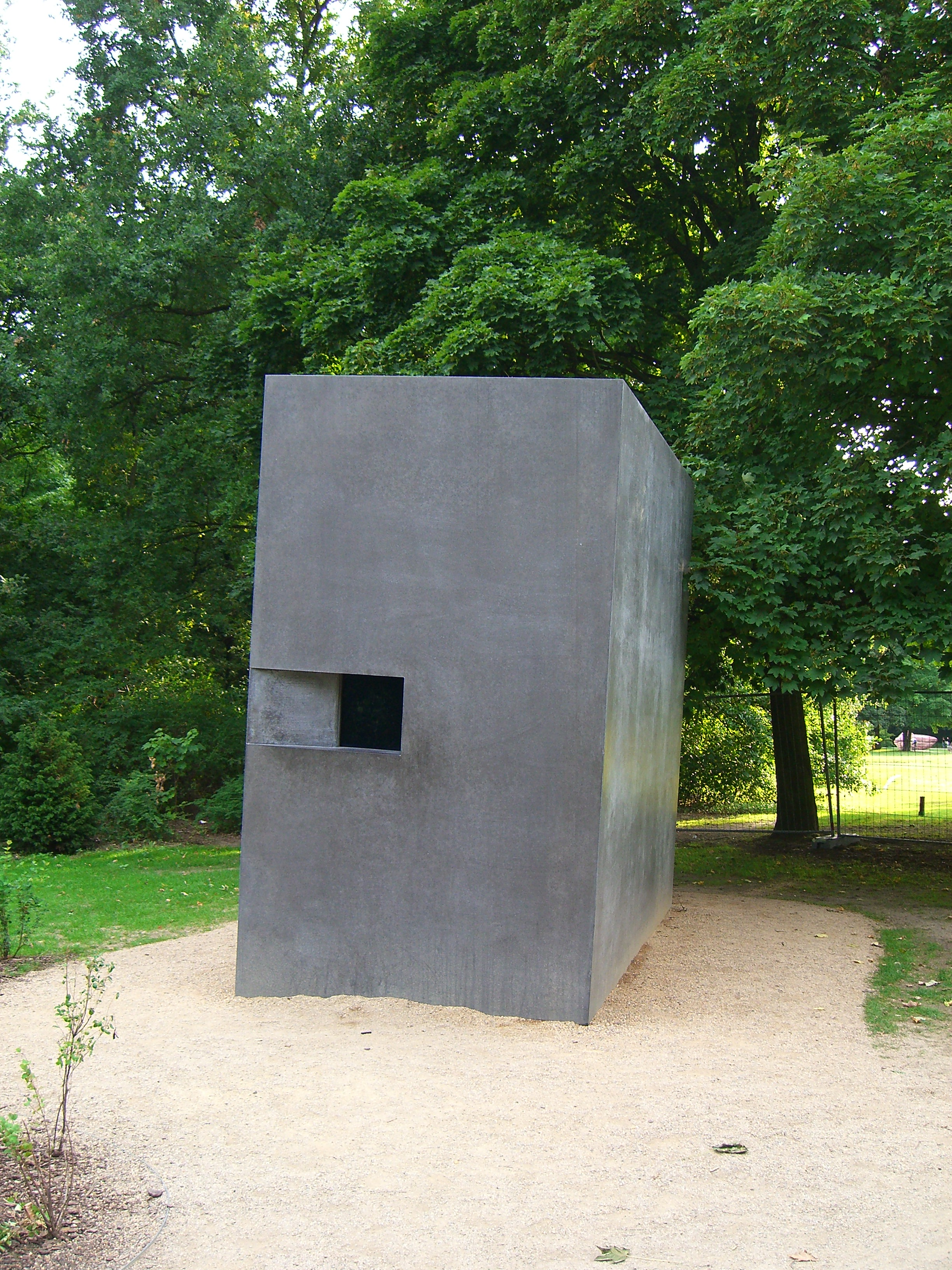
Monument voor de vervolging van homo's door de nazi's

Altonaer Straße · 
Amalienstraße · 
Bergmannstraße · 
Berliner Allee ·
Bernauer Straße · 
Bismarckstraße · 
Bornholmer Straße · 
Boxhagener Straße ·
Breite Straße ·
Brüderstraße ·
Brunnenstraße ·
Bülowstraße ·
Bundesallee ·
Danziger Straße ·
Eberswalder Straße ·
Ebertstraße ·
Fasanenstraße ·
Frankfurter Allee ·
Friedrichstraße ·
Gertraudenstraße ·
Greifswalder Straße ·
Halskestraße ·
Hardenbergstraße ·
Hauptstraße ·
Heerstraße ·
Hornstraße ·
Invalidenstraße ·
Judengasse ·
Kaiserdamm ·
Karl-Liebknecht-Straße ·
Karl-Marx-Allee ·
Karl-Marx-Straße ·
Kastanienallee ·
Klosterstraße ·
Kopenhagener Straße ·
Kopernikusstraße ·
Kurfürstendamm ·
Landsberger Allee ·
Lehrter Straße ·
Leipziger Straße ·
Majakowskiring ·
Mehringdamm ·
Mollstraße ·
Motzstraße ·
Mühlendamm · 
Oderberger Straße ·
Oranienburger Straße ·
Oranienstraße ·
Ostseestraße ·
Otto-Braun-Straße ·
Otto-Suhr-Allee ·
Potsdamer Straße ·
Prenzlauer Allee ·
Rathausstraße ·
Rheinstraße ·
Rigaer Straße ·
Rosa-Luxemburg-Straße ·
Rosenthaler Straße ·
Rykestraße ·
Samariterstraße · 
Scheidemannstraße · 
Schwedter Straße ·
Schönhauser Allee ·
Simon-Dach-Straße ·
Spandauer Straße ·
Sredzkistraße ·
Stralauer Allee ·
Straße des 17. Juni ·
Tauentzienstraße ·
Torstraße ·
Unter den Linden ·
Warschauer Straße ·
Wiesbadener Straße ·
Wilhelmstraße (Berlin-Mitte) ·
Wilhelmstraße (Berlin-Spandau)